# Assembleia Nacional (Mali)
A Assembleia Nacional do Mali é o órgão legislativo unicameral do país com 147 membros votantes.
Os membros da Assembleia Nacional, chamados deputados, são eleitos por sufrágio universal direto para um mandato de cinco anos, durante o qual gozam de imunidade parlamentar. Os membros são eleitos diretamente em distritos de um só membro usando um sistema de votação de dois turnos, onde os candidatos devem receber a maioria absoluta dos votos para vencer.
A Assembleia normalmente se reúne duas vezes por ano, na primeira segunda-feira de outubro por no máximo 75 dias e na primeira segunda-feira de abril por no máximo 90 dias. O primeiro-ministro ou a maioria dos membros pode convocar uma sessão extra. Se a sessão for realizada por iniciativa dos membros da Assembleia, não deve exceder 15 dias.
As eleições de 2013 foram as primeiras realizadas após o golpe de estado do Mali em 2012, que levou à derrubada do presidente Amadou Toumani Touré. A atual Assembleia Nacional foi formada após dois turnos de eleições parlamentares, realizadas em 24 de novembro e 15 de dezembro. O partido Rally por Mali (RPM) e seus aliados foram vitoriosos, capturando 115 das 147 cadeiras. O Deputado Issaka Sidibé da RPM foi eleito Presidente da Assembleia Nacional em 22 de janeiro de 2014. Quase 85% dos membros exerceram o primeiro mandato.
13 dos 147 (8,8%) membros eleitos são mulheres, menos uma do que na Assembleia anterior. Em 12 de novembro de 2015, a Assembleia Nacional adotou uma lei que exige que pelo menos 30% dos funcionários eleitos ou nomeados sejam mulheres.

## Controvérsias
Uma emenda de 2009 ao Código da Família do Mali, que teria dado mais direitos às mulheres, foi recebida por enormes manifestações de muçulmanos exigindo que ela não fosse assinada, tendo o presidente Touré devolvido o projeto ao parlamento.